# Manolo Poulot
Manolo Poulot Ramos (* 28. Juli 1974 in Guantánamo) ist ein ehemaliger kubanischer Judoka. Er gewann 2000 eine olympische Bronzemedaille und war Weltmeister 1999.

## Sportliche Karriere
Der 1,65 m große Poulot kämpfte bis 1998 im Superleichtgewicht, 1995 und 1997 war er in dieser Gewichtsklasse kubanischer Meister. 1994 gewann er den Titel bei den Panamerikanischen Meisterschaften. Bei den Panamerikanischen Spielen 1995 erreichte er das Finale und gewann Silber hinter dem Kanadier Ewan Beaton. 1996 bei den Olympischen Spielen in Atlanta verlor er seinen Auftaktkampf gegen den Südkoreaner Kim Jong-won. Bei den Panamerikanischen Meisterschaften 1996 siegte Poulot vor dem Brasilianer Alexander García, 1997 siegte er im Finale über den Argentinier Jorge Lencina. 
1998 gewann Poulot den kubanischen Meistertitel im Halbleichtgewicht. Bei den Panamerikanischen Meisterschaften besiegte er im Finale den US-Judoka Jake Flores. 
Im Sommer 1999 kehrte Poulot ins Superleichtgewicht zurück. Bei der Universiade im Juli 1999 gewann er eine Bronzemedaille. Im August siegte er im Finale der Panamerikanischen Spiele gegen den Brasilianer Denílson Lourenço. Bei den Weltmeisterschaften in Birmingham gewann er das Finale gegen den Japaner Kazuhiko Tokuno. Im Jahr darauf erreichte Poulot mit drei Siegen das Halbfinale bei den Olympischen Spielen in Sydney und unterlag dort dem Japaner Tadahiro Nomura. Mit einem Sieg über den Kasachen Bazarbek Donbay sicherte sich Poulot eine Bronzemedaille. 2002 gewann Poulot das Weltcup-Turnier in Budapest, kurz darauf endete seine internationale Karriere. 